# أدوات ويب جوجل
أدوات ويب جوجل (بالإنجليزية: Google Web Toolkit)‏ (وتختصر
GWT أو أدوات ويب GWT)، هو مجموعة من الأدوات البرمجية مفتوحة المصدر، والتي وضعتها جوجل، لصنع وتصميم والحفاظ على تطبيقات الويب الديناميكية التي تنفذ بلغة الجافا سكريبت وأدوات الجافا. ويمكن وصفها ببرمجيات حرة وزعت بموجب شروط رخصة أباتشي (2.0).
وأدوات الـGWT، تضع التركيز على الحلول الفعالة والقابلة لإعادة الاستخدام إلى المشاكل التي واجهتها عادة من خلال تطوير أجاكس بصعوبة تصحيح الجافا سكريبت؛ ومنها مشاكل الإدارة، الاستدعاءات غير المتزامنة، مشاكل التوافق بين المتصفحات، وإدارة التاريخ، والمفضلة، وغيرها..

## مبدأ
أدوات جوجل مصممة حول المفهوم الأصلي في مرحلة التطوير، حيث أن التطبيق هو مكتوب في منصة جافا بطريقة تقليدية في بيئة التطوير المتكاملة لجافا، ويمكن تصحيحه مع أدوات جافا المعتادة. ويمكن لمرة واحدة للتطبيق أن يكون على استعداد ليتم نشره عبر محول برمجة GWT، من أجل أن يقوم بترجمة نقية بواسطة جافا سكريبت، مع دعم آلية وشفافية المتصفحات الرئيسية (إنترنت إكسبلورر، فايرفوكس، جوجل كروم، سفاري، أوبرا). وتستخدم شيفرة جافا سكريبت لتوليد تقنيات الـ HTML الديناميكية ونموذج كائن المستند في الجوانب الديناميكية من الواجهة.
ويمكن أن يكون هذا المبدأ ممكنا من قبل المكونات المختلفة لـ GWT :
- مترجم جافا سكريبت
- متصفح المعادلات الذي يسمح خصيصا بتنفيذ (التصحيح) من توليد كود الجافا دون الحاجة إلى ترجمة جافا سكريبت
- مكتبة مضاهاة JRE : هو في الجافا سكريبت عبارة عن مجموعة فرعية من فئة مكتبة جافا القياسية (على وجه الخصوص تقريبا كل حزمة java.lang وبعض من java.util)
- مكتبة من الحاجيات التي تحتوي على عناصر التحكم من أساس بناء واجهة المستخدم الرسومية

GWT هو إطار العمل الذي يوفر الحرية من قبل المطور الذي لا يتطلب منه جهدا كبيرا؛ فكما يشير اسمها، فهي الأدوات التي توفر حلول تطوير الأنترنت، من خلال الاستفادة من أدوات جافا والمهارات الموجودة فيه ليجرده من التعقيد المرتبط عادة مع هذا النوع من التقنيات.

## ورقة البيانات الفنية
- مكونات ديناميكية رسوماتية قابلة لإعادة الاستخدام
- آلية استدعاءات نداء الإجراء البعيد البسيطة
- إدارة الملاحة والتاريخ (أزرار السابق/التالي من المتصفح)
- القدرة على تصحيح التطبيق مع مصحح جافا
- شفافية في التعامل مع الاختلافات في السلوك بين المتصفحات
- التكامل مع JUnit
- تدويل مبسط
- القدرة على دمج الجافا سكريبت مباشرة في التعليمات البرمجية المصدر من خلال تقنية تسمى JSNI (JavaScript واجهة الأم)
- دعم مكتبات جوجل البرمجية API (بما في ذلك جوجل التروس)
- مفتوحة المصدر تماما
- تنمية وتنقية الجافا، والذي يسمح بتدقيق التناسق في وقت الترجمة (على عكس جافا سكريبت هو الذي يفسر)، بمساعدة إعادة هيكلة الكود، الخ.

## وصلات خارجية
- الموقع الرسمي
- (بالإنجليزية) المدونة الرسمية
- (بالإنجليزية) مشروع GWT